# Македоний I
Македоний I (греч. Μακεδόνιος) (ум. после 360 года) — архиепископ Константинополя с 342 по 346 год и с 351 по 360 год. С его именем связано появление учения духоборцев.
После смерти архиепископа Александра в 336 году его православные последователи поддержали Павла, тогда как ариане выдвинули кандидатуру Македония. В этом споре православная партия одержала верх, и Павел был избран архиепископом, однако это произошло в отсутствие в столице сочувствовавшего арианам императора Констанция II. В 338 году созванный императором синод сместил Павла, и архиепископом стал арианин Евсевий Никомедийский.
Смерть Евсевия в 341 году возобновила конфликт между Павлом и Македонием. По сообщению Феофана Исповедника, находящийся в Антиохии император приказал полководцу Гермогену, посланному во Фракию, отклониться от своего пути и изгнать Павла, «но чернь сожгла его дом, его самого убила и труп бросила в море». Разгневанный Констанций лишил столицу 40 000 ежедневных хлебов из установленной его отцом выдачи в 80 000 хлебов. Павел был изгнан, однако Македоний, порицаемый за подстрекательство к беспорядкам и самовольное провозглашение архиепископом, также не занял вакантный пост. Изгнанный Павел отправился в Рим, где заручился поддержкой папы Юлия I. Вернувшись с папскими грамотами, он вновь навлёк на себя гнев пребывавшего в Антиохии императора. Исполняя приказ императора, префект города Филипп изгнал Павла в его родной город Фессалоники, «Македония же посадил с собою на колесницу и разбойнически поставил как бы тираном Церкви, несмотря на сопротивление православных, при котором погибло три тысячи полтораста мужей».
Вскоре после этого, опасаясь за свою жизнь, Константинополь покинул и бежал в Рим Афанасий Великий, куда также из Фессалоник отправился Павел, надеявшийся на поддержку императора Константа. В этом вопросе западный император был готов зайти настолько далеко, что угрожал своему брату войной. В результате Констант уговорил Констанция созвать собор в Сардике, на котором константинопольский престол был возвращён Павлу. Однако вскоре Констант был убит, и Констанций стал единоличным правителем Востока, Павел был вновь изгнан, а Македоний восстановлен.
В 358 году Македоний утратил расположение императора, самовольно переместив тело Константина Великого из церкви Апостолов в храм Святого Акакия. В 359 году, после бурных событий Селевкийского собора императора отдал предпочтение умеренным арианам-«омиям», возглавляемым Акакием Кесарийским, а вскоре на соборе, созванном по случаю освящения храма Святой Софии, Македоний вместе с рядом своих сторонников был низложен.
По мнению В. В. Болотова, связывание секты духоборцев, отрицавших равенство Святого Духа Отцу, с именем Македония, безосновательно.